# 赫魯迪姆

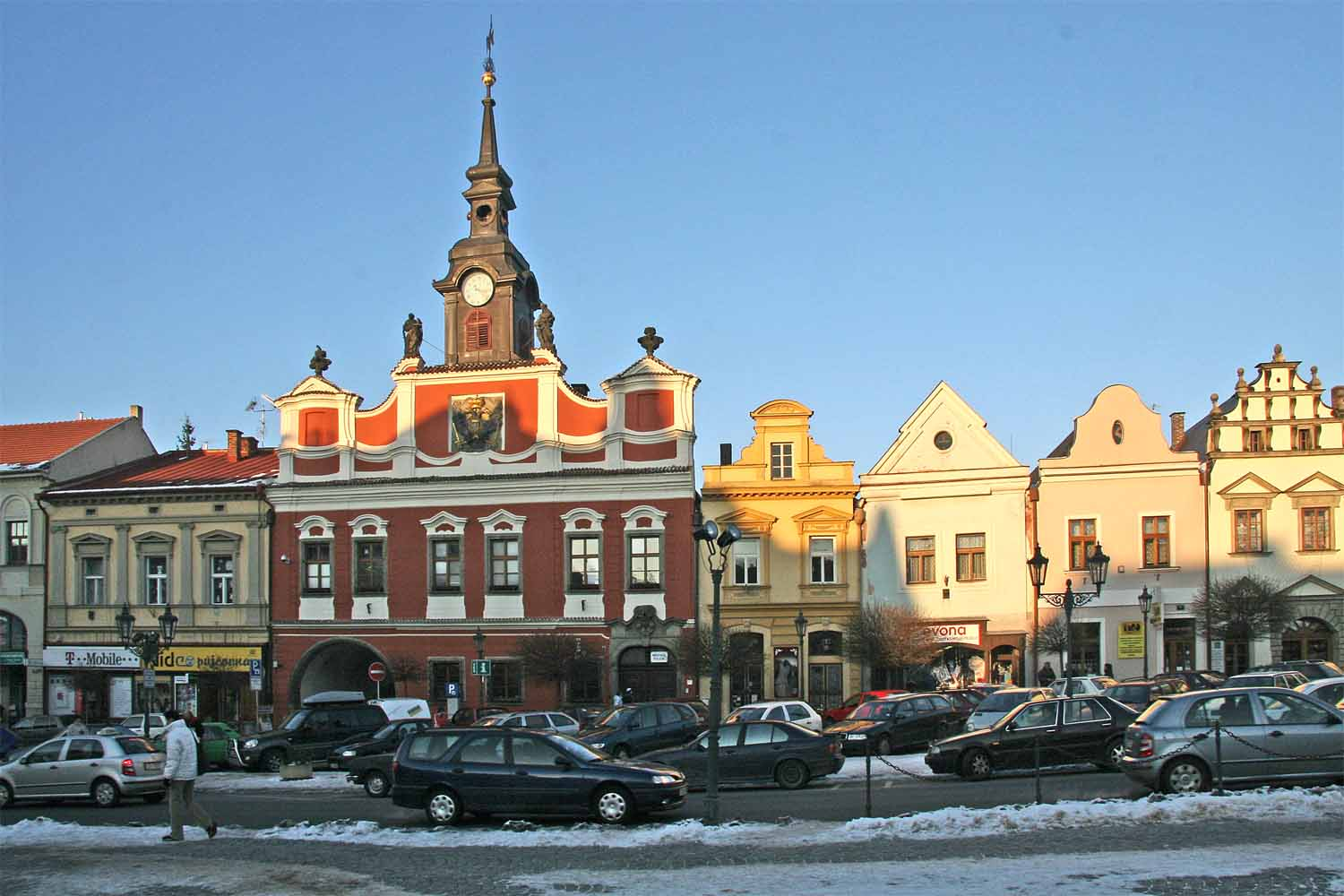

赫魯迪姆（捷克語：Chrudim，捷克語發音：[ˈxruɟɪm]）是捷克帕爾杜比采州的城鎮，位於該國中部，距離州府帕爾杜比采11公里，面積33.20平方公里，海拔高度240米，2014年人口223,996。

## 外部連結
- History of town Chrudim
- Municipal website
- Chrudim - virtual show （页面存档备份，存于）